# 埃斯卡托帕 (密西西比州)
埃斯卡托帕（英語：Escatawpa）是位於美國密西西比州傑克遜縣的普查規定居民點。

## 人口
根據2020年美國人口普查的數據，埃斯卡托帕的面積為17.92平方千米，當中陸地面積為17.30平方千米，而水域面積為0.62平方千米。當地共有人口3254人，而人口密度為每平方千米181.58人。